# Варюхін Віктор Пилипович
Віктор Пилипович Варюхін (узб. Viktor Filippovich Varyuxin; нар. 9 січня 1948 — пом. 26 березня 2000, Ташкент, Узбекистан) — радянський узбецький футболіст, нападник та півзахисник.

## Життєпис
Вихованець ферганського футболу. У 1966-1967 роках грав у другому ешелоні першості СРСР за «Нафтовик» (Фергана) на позиції нападника. З 1968 року почав виступати за ташкентський «Пахтакор» півзахисником. Провів у команді дев'ять сезонів та у 28 років завершив кар'єру.
Фіналіст Кубку СРСР 1968 року.
Помер 26 березня 2000 року, похований на Боткінському цвинтарі Ташкента.